# Congregatie van het Allerheiligst Sacrament

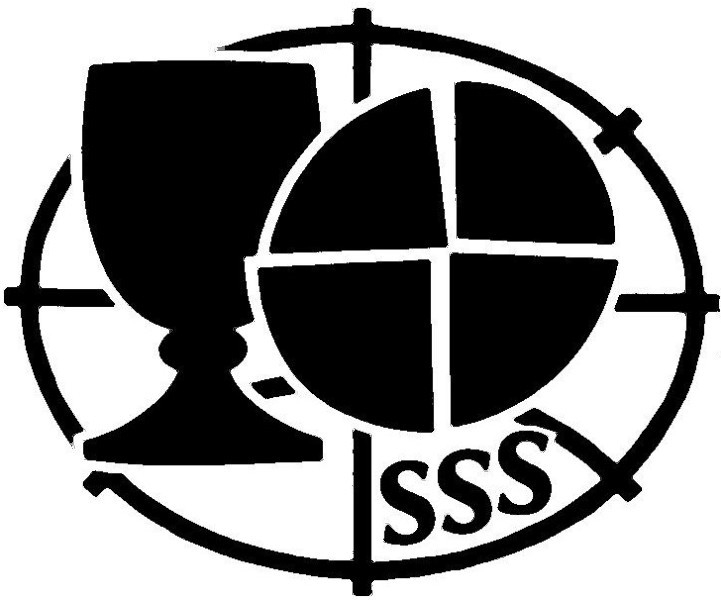
Logo van de congregatie

De Congregatie van het Allerheiligst Sacrament (Latijnse naam: Societas Sanctissimi Sacramenti, (S.S.S.) – ook sacramentijnen genoemd – is een congregatie die in 1856 door de heilige Pierre-Julien Eymard in Parijs werd opgericht. In 1863 werd ze door de paus goedgekeurd. De congregatie legt zich vooral toe op het apostolaat en de bevordering van het gebed voor het Allerheiligste Sacrament.
In 1936 kochten de paters van de Congregatie van het heilig Sacrament uit Brakkenstein een landgoed aan in Stevensbeek. De paters hadden in Stevensbeek onder meer een kleinseminarie. Het jongensinternaat van dit klooster heette 'Eymard-Ville'. In 1972 werd het gesloten. In 2009 werd Eymard-Ville gesloopt op de kapel na. De middelbare school werd onderdeel van Scholengemeenschap Stevensbeek (tegenwoordig Metameer). In 2010 kwam het voormalige Eymard-Ville in opspraak doordat er leerlingen seksueel misbruikt blijken te zijn. In september 2007 werden er al opnamen gemaakt voor een uitzending van Netwerk over dit onderwerp.
In Nederland zijn de sacramentijnen onder andere gevestigd in Brakkenstein bij Nijmegen. In België zijn er vestigingen in Lommel (provincialaat) en Brussel. Het klooster te Nijmegen biedt onderdak aan het Centrum voor Parochiespiritualiteit. De sacramentijnen dragen verder zorg voor de kapel van het Amsterdamse Begijnhof en hebben daar ook een communiteit.
Sinds 2005 vallen de paters uit België, Nederland, Duitsland en Mozambique onder een bestuur dat geleid wordt door Maurits Gijsbrechts uit Lommel. Sinds het provinciaal kapittel van mei 2014 zijn Frankrijk en Zwitserland bij de provincie gekomen, die de naam 'Pierre-Julien Eymard' heeft gekregen. Zodoende heeft deze provincie nu 11 communiteiten en 93 religieuzen. Maurits Gijsbrechts werd opnieuw tot provinciaal gekozen.

## Vrouwelijke tak
De sacramentijnen hebben ook een vrouwelijke tak: De Dienaressen van het Heilig Sacrament. Deze werd opgericht door Marguerite Guillot.

## Bekende sacramentijnen
- Pierre-Julien Eymard, oprichter van de congregatie
- Jan van Burgsteden, emeritus hulpbisschop in het bisdom Haarlem-Amsterdam